# Scopula paludalis
Scopula paludalis är en fjärilsart som beskrevs av Franz Paula von Schrank 1802. Scopula paludalis ingår i släktet Scopula och familjen mätare. Inga underarter finns listade.

## Bildgalleri

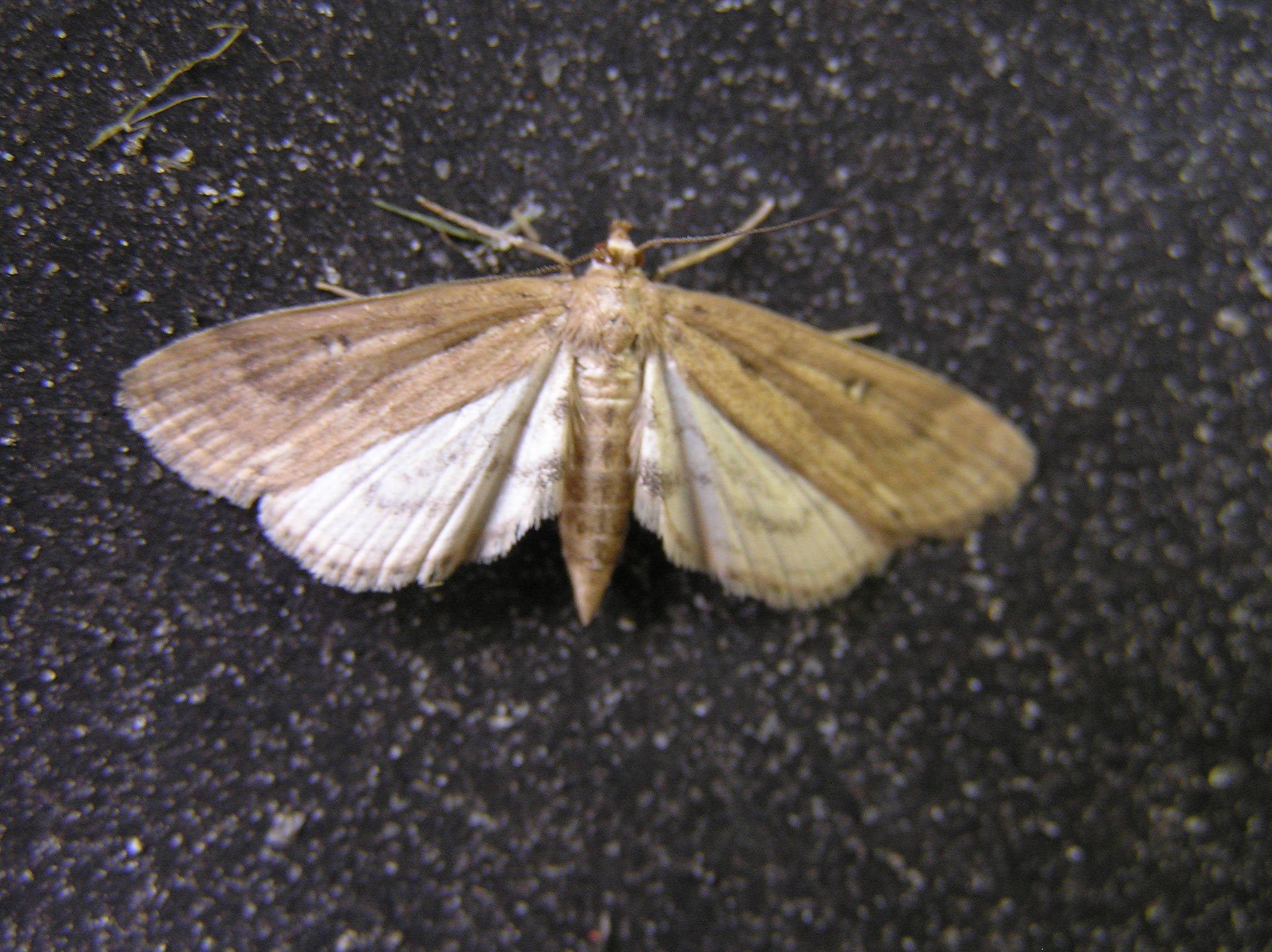
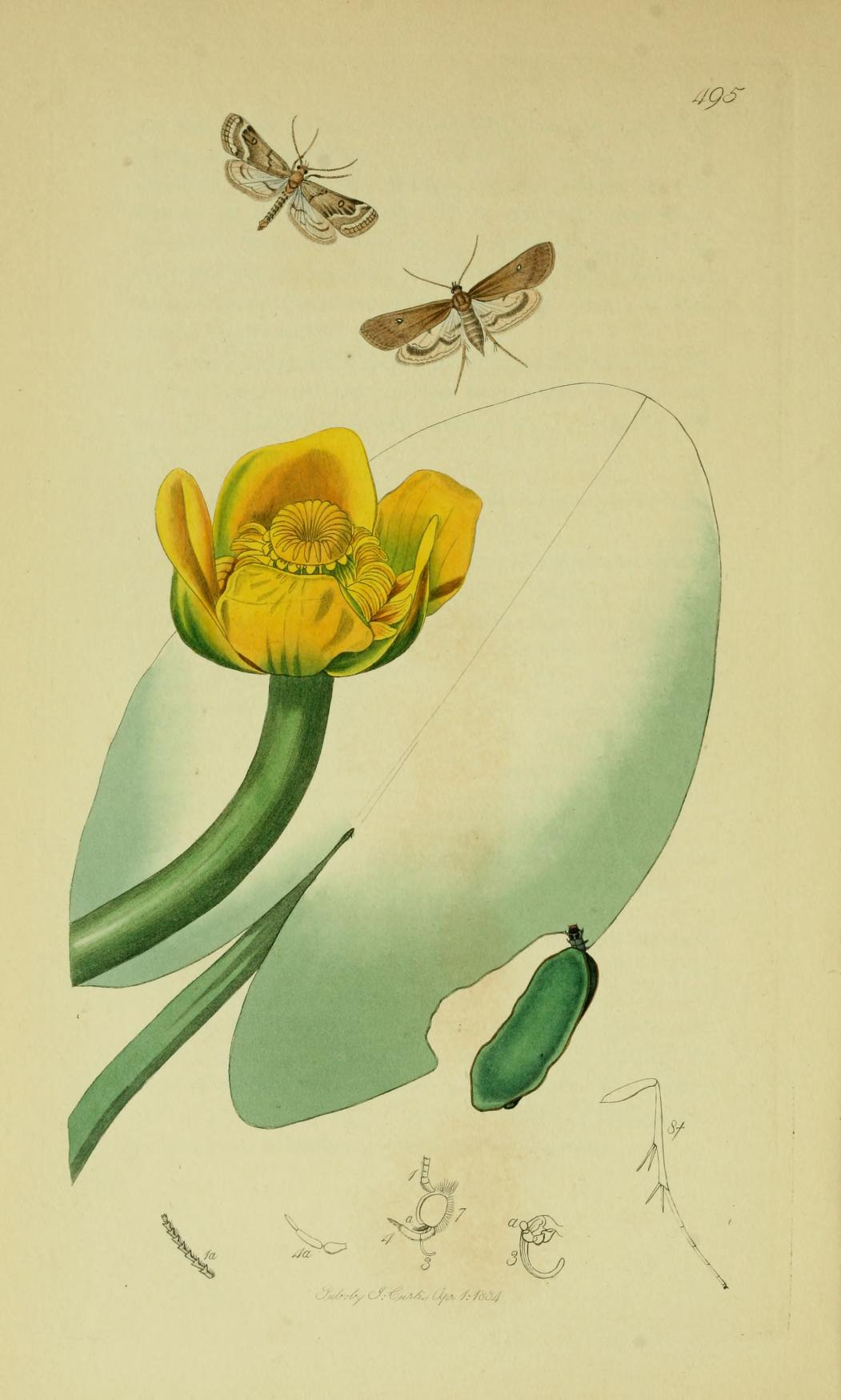